# Польський грош
Грош польський (також грош коронний) — назва польської срібної монети, що почала карбуватися з 1526 року в Польському королівстві за правління короля Сигізмунда I Старого. Його «попередником» був краківський грош, а сучасником литовський грош, який почав карбуватись трохи пізніше.
Польський грош в середньому важив 2,059 г, карбувався зі срібла 375-ї проби на Краківському, Віленському, Торунському, Гданському, Ельблонзькому монетних дворах. На той час польський гріш оцінювався в 18 денаріїв, а 1 злотий вартував 30 польських грошей.
За короля Сигізмунда II Авґуста карбувався тільки у Вільнюсі частково за польською стопою, яка була нижча за литовську (1 польський грош відповідав по вмісту срібла 8-ми литовських денаріям, тоді як 1 литовський грош — 10).

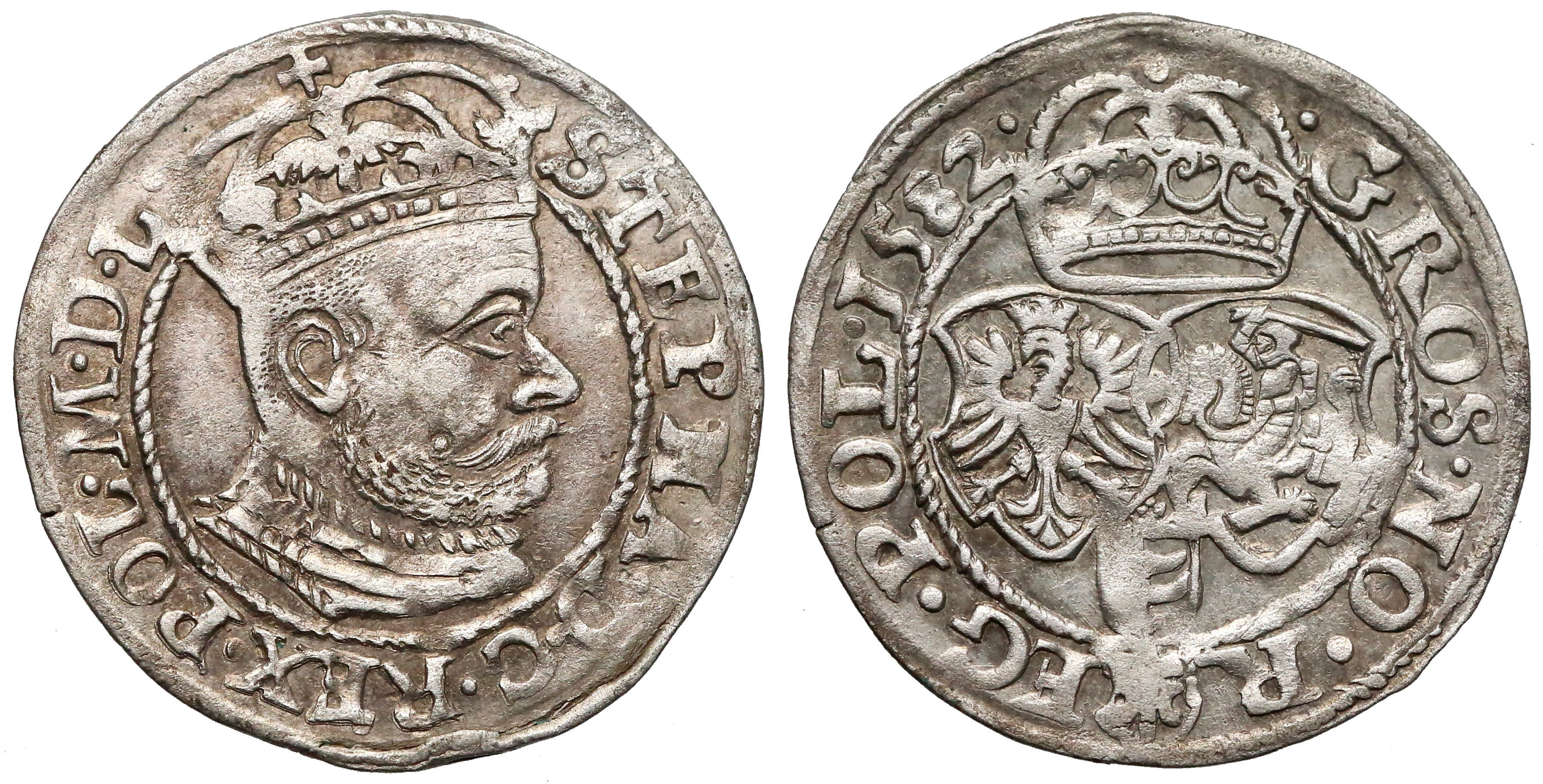
Грош коронний Стефана Баторія (1582)

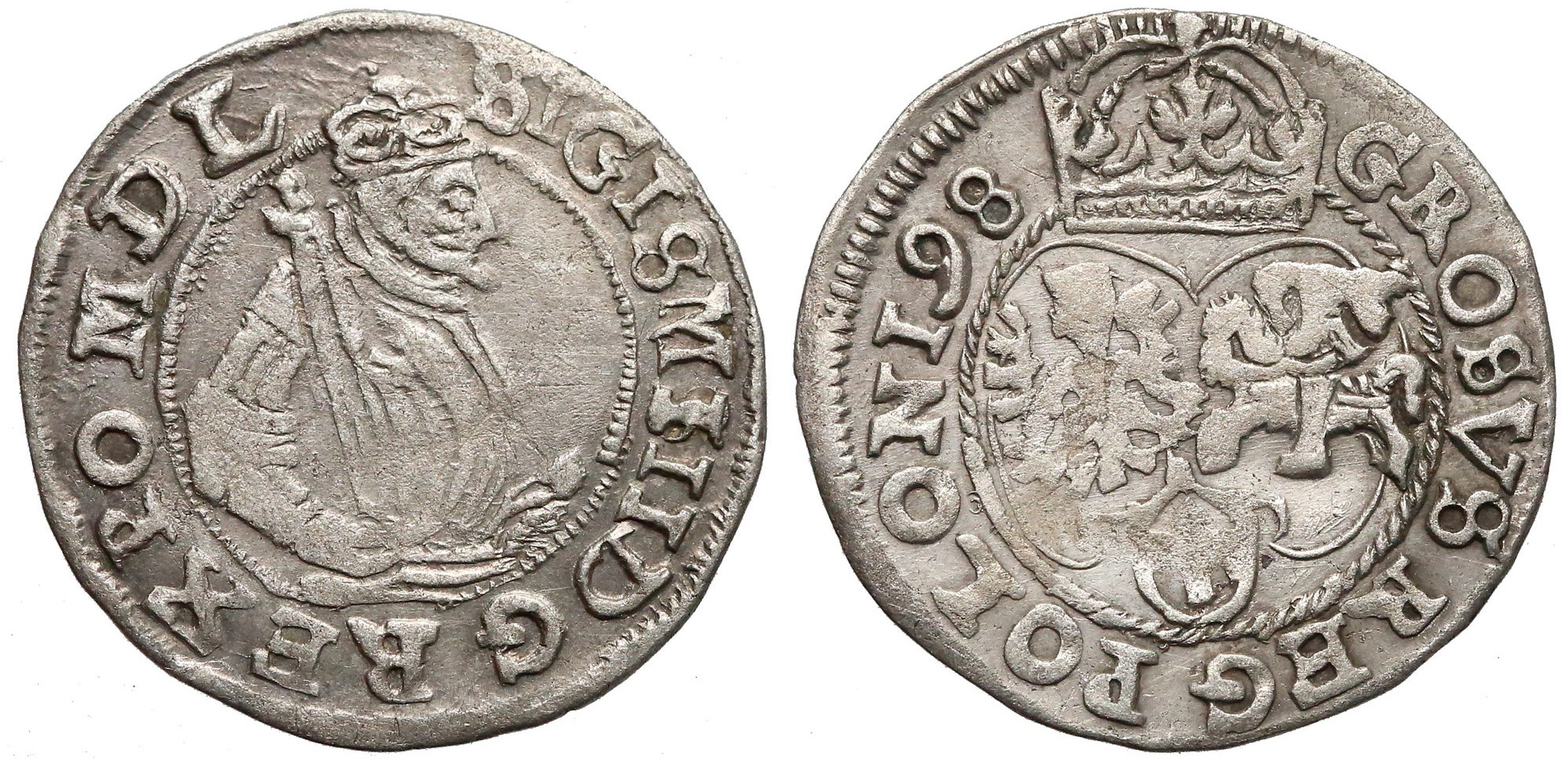
Грош коронний Сигізмунда III Вази (1598)

Після реформи короля Стефана Баторія 1578–1580 років польські та литовські монети стали однакової за вагою і вмістом срібла і відрізнялись тільки оформленням. Тоді польські гроші карбувались на монетних дворах Вільнюса, Олькуша, Мальборґа, Гданська, Риги. За короля Сигізмунда III Вази карбувались також в Кракові, Бидгощі, Познані, припили — в Мальборґу, Ризі.
За короля Яна II Казимира карбувався білонний польський грош, з 1752 року — мідний. За короля Станіслава-Августа Понятовського (1764–1795) карбували мідний П. г. (30 м п. г. = 1 злотий), срібний П. г. (4 ср. п. г. = 1 злотий). Після поділів Речі Посполитої Австрійська монархія карбувала мідні П. г. в 1794 році, Пруссія — в 1796-98 роках, Князівство Варшавське — в 1810–1814 роках, Познанське князівство — в 1816 році.
З 1924 року став частиною грошової системи II Речі Посполитої як 1/100 злотого.